# Sitio de Gerona (1809)
El sitio de Gerona, ocurrido el 6 de mayo de 1809 (conocido también como el tercer sitio de Gerona debido a los dos anteriores acontecidos en 1808), hace referencia a los siete meses de asedio a los que la Grande Armée francesa sometió a los habitantes de la ciudad de Gerona. La ciudad se mantuvo en lucha bajo el mando del general Mariano Álvarez de Castro hasta que la enfermedad y el hambre los obligaron a capitular, el 12 de diciembre.

## Historia
En el momento del ascenso de José Bonaparte al trono de España, en 1808, el general Álvarez de Castro era comandante del castillo de Montjuïc, en Barcelona. El 29 de febrero de ese mismo año, las tropas francesas intentaron tomar el fuerte. Álvarez, que estaba tomando las medidas necesarias para su defensa, recibió órdenes del Capitán General de Cataluña para rendirlo. Tras acceder a ello, no sin reservas, Álvarez de Castro abandonó Barcelona para unirse a los rebeldes españoles en su lucha contra la dominación francesa y fue nombrado jefe del ejército de Cataluña y Gobernador de Gerona.
El 6 de mayo, un ejército francés de 18 000 hombres capitaneado por el Mariscal Augereau inició el sitio de la ciudad. El general Álvarez de Castro, encargado de organizar su defensa, contaba tan solo con 5600 hombres bajo su mando. Durante el sitio, el regimiento de Saboya realizó varios convoyes con vitales suministros, pero debido a la disminución de los defensores de la ciudad, el 26 de junio se le ordenó ingresar a Gerona para ayudar a la defensa, debiendo penetrar las líneas francesas en un ataque a bayoneta calada.
Los franceses montaron 40 baterías que durante los siguientes siete meses dispararon 60 000 balas de cañón contra la ciudad.
Un hecho destacable aconteció el 13 de julio de 1809 cuando el Comandante de Ingenieros Don Guillermo Minali (nacido en Milán en 1757) se convirtió en el verdadero cerebro de la defensa. Para ello, dirigió personalmente ese día un ataque que, causando muchas bajas entre los franceses, consiguió destruir sus atrincheramientos en Pedret.
En agosto, las tropas francesas capturaron el castillo de Montjuich pieza clave en la defensa de la ciudad. Irreductible, Álvarez ordenó construir barricadas y trincheras dentro de la propia ciudad, prolongando la lucha durante otros cuatro meses hasta que, exhausto y enfermo, delegó el mando en el brigadier Julián Bolívar.
Dos días después, el día 10 de diciembre, la ciudad capituló. Se estima que en torno a 10 000 personas, entre soldados y civiles, murieron dentro de los muros de la ciudad. Las pérdidas francesas fueron también cuantiosas, en torno a 15 000, de las cuales más de la mitad fueron debidas a enfermedad.
La resistencia de la ciudad, tan sólo comparable a la llevada a cabo en Zaragoza, sirvió para reforzar la moral de los españoles, convirtiendo esta en un ejemplo de valor y resistencia que los afianzaría en el ideal de expulsar del país a los invasores.
La Muy Noble y Alta Ciudad Real de Gerona permanecería en poder francés, hasta la retirada del general Louis Gabriel Suchet el 10 de marzo de 1814.

## El sitio en la literatura
El novelista Benito Pérez Galdós dedicó el séptimo de la primera parte de sus Episodios Nacionales, en los que novela la historia de España del s. XIX, al tercer sitio de Gerona, donde a través de las vivencias en primera persona de Andrés Marijuán se relatan los avatares acontecidos en el sitio.